# Santuari de Sant Salvador

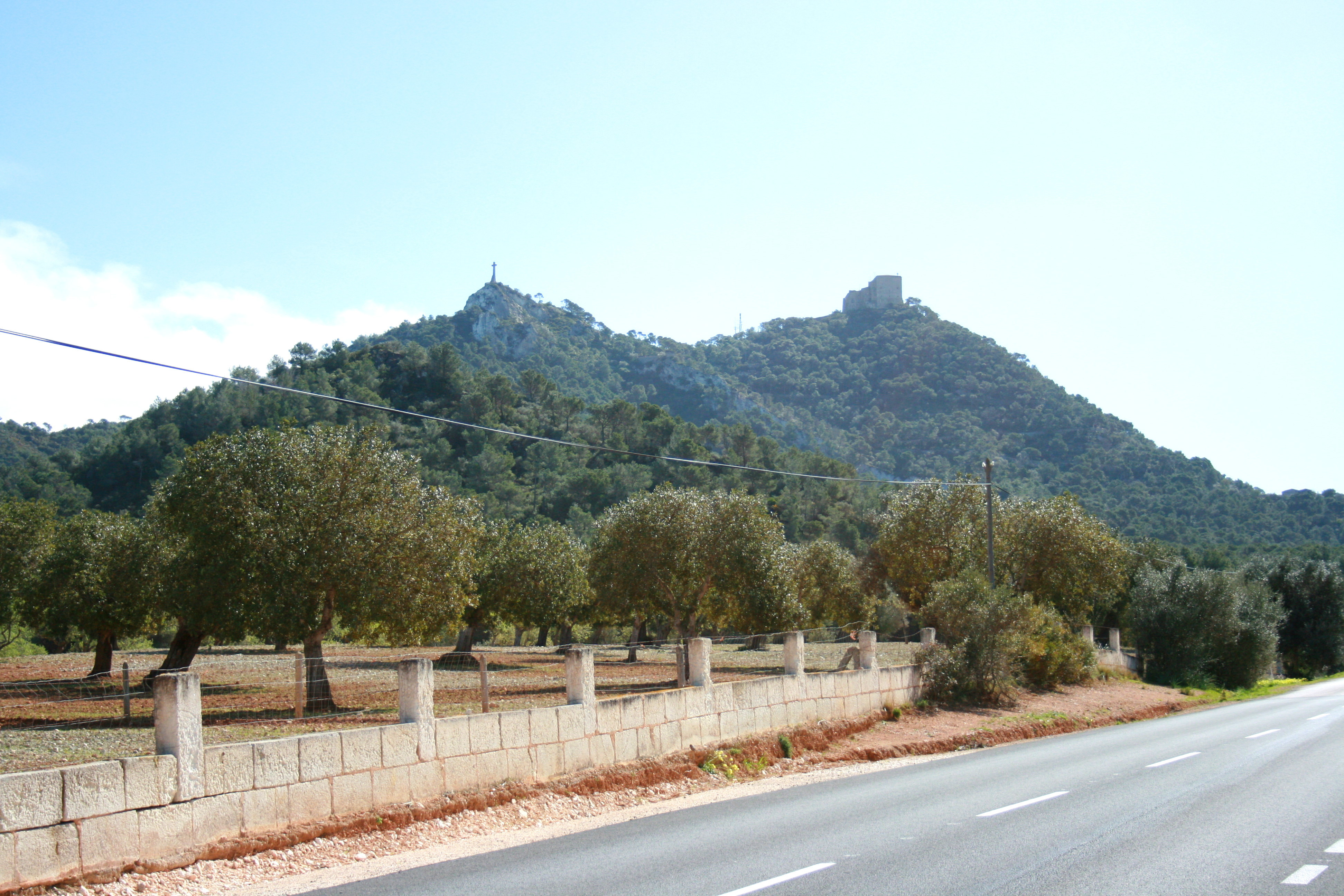
Puig de Sant Salvador (rechts)
Puig des Milá (links)

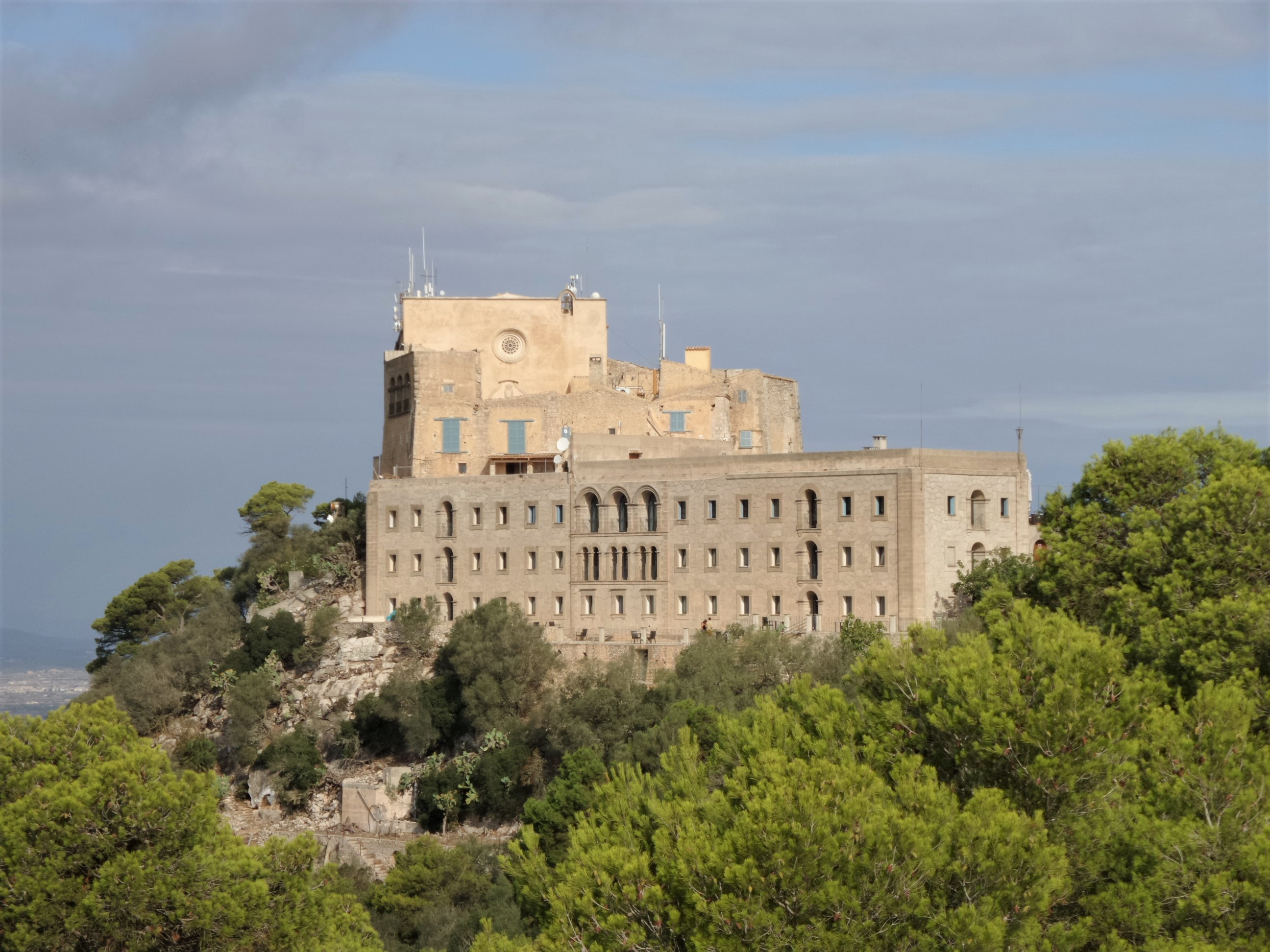
Santuari de Sant Salvador

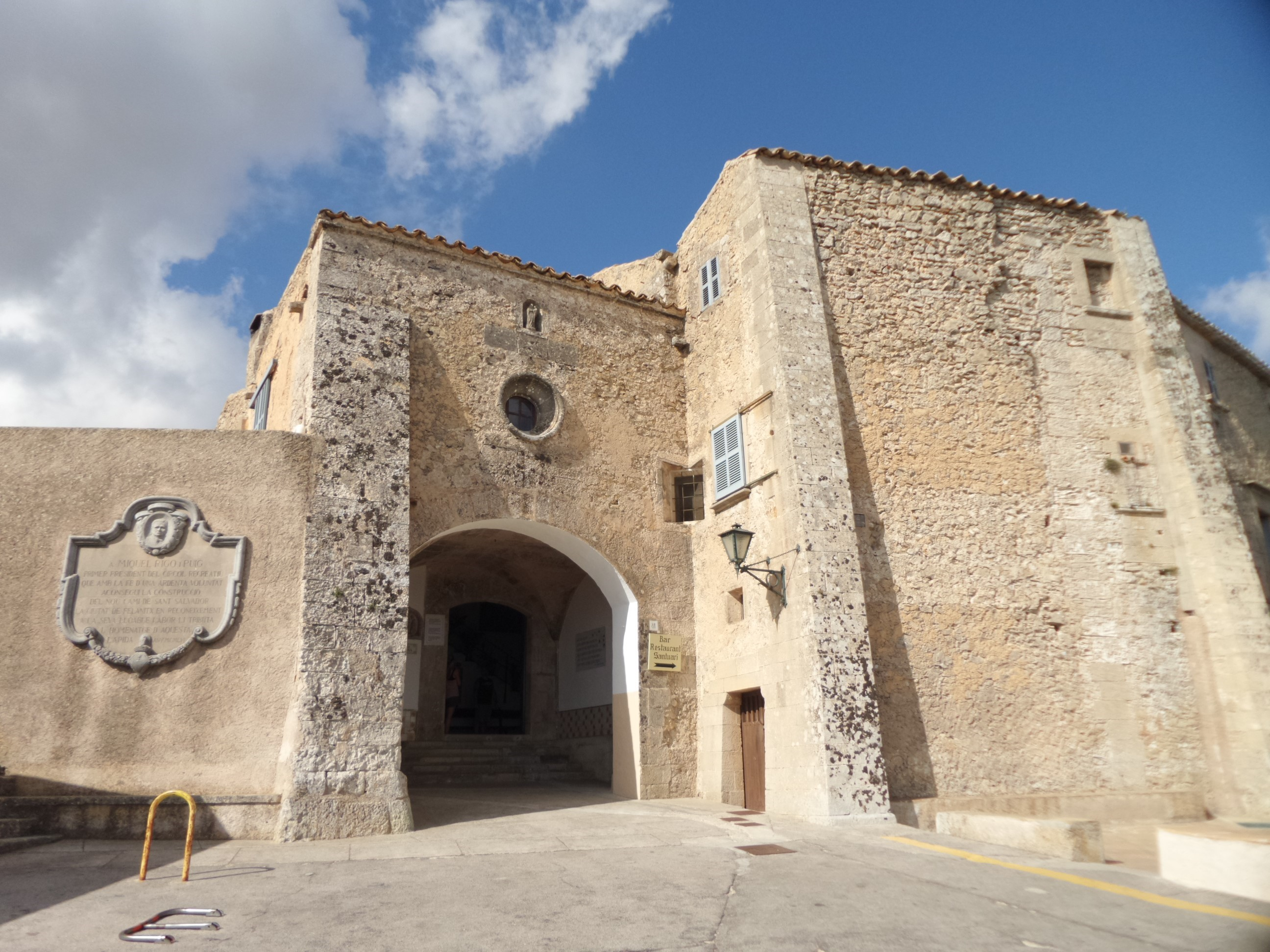
Eingang

Das Santuari de Sant Salvador (katalanisch; spanisch Santuario de San Salvador), auch Eremita de San Salvador liegt auf dem Berg Puig de Sant Salvador in 509 Meter Höhe in der Nähe der Stadt Felanitx im Südosten der Mittelmeerinsel Mallorca.

## Geschichte
Der Überlieferung nach soll in der ersten Hälfte des 14. Jahrhunderts auf dem Berg der Eremit Romeo de Burguera in einer Höhle, der Sa cova de s'Ermità, gehaust haben. Der Ursprung des Heiligtums und der (Wallfahrts-)Kirche geht zurück in das Jahr 1348.
Die Pest raffte damals etwa ein Fünftel der Bevölkerung von Mallorca und etwa die Hälfte der Einwohner von Felanitx hinweg. Deshalb ersuchten die Gemeinde Felanitx beim Bischof und der Burgvogt des Castell de Santueri bei König Pere IV. von Aragón, dem der Berg gehörte, um Genehmigung für den Bau einer Kapelle an. Dies wurde genehmigt und zum Dank für die Rettung der restlichen Einwohner zu Ehren von Dios Nuestro Señor eine einfache Kapelle samt Zisterne errichtet. Der König gab eine Stiftung zur Lesung der Messe und der erste Frater soll Pedro Bosch gewesen sein. Der Name Sant Salvador bedeutet „Heilige Rettung/Erlösung/Befreiung“.
Im 15. Jahrhundert befand sich auf dem ausgesetzten Tafelberg auch ein Wachposten, der sich durch große Lagerfeuer mit den Wachtürmen in Portocolom, Monte Síón, Campos, Santanyí etc. in Verbindung setzen konnte, um die Bewohner der jeweiligen Dörfer rechtzeitig vor den damals häufigen Einfällen von Seeräubern zu bewahren.
1601 wurde eine Bruderschaft gegründet und bald entwickelten sich die Kapelle und die Einsiedelei zu einem Wallfahrtsort.
Von 1707 bis 1734 wurde die heutige Kirche erbaut.
Die Gesamtanlage aus 18. Jahrhundert gleicht im äußere Baustil einer Festung. Bei Gefahr hatte sie auch weiterhin die Funktion eines Fluchtortes.
1824 lebten drei Eremiten in der Klosterherberge. 1851 gaben die Eremiten die dauerhafte Besiedlung auf, weil ihnen die Lebensbedingungen zu hart waren. Nur mehr zeitweise oder aus religiösen Anlässen kamen Ordensleute aus der Region.
Die Stadt Felanitx, die bis dahin Eigentümerin des Sant Salvador war, versteigerte das Gelände im Jahre 1885. Neuer Eigentümer wurde Don Juan Antonio Puig y Montserrat (1813–1894), geboren in Felanitx, der Erzbischof von Puerto Rico war. Er übergab die Anlage anschließend dem Bistum Mallorca.
1891 entschieden die Gemeinde Felanitx und der Prälat der Diözese Mallorca, die Seelsorge und Verwaltung des Santuari de Sant Salvador an die mallorquinische Congregación de Ermitaños de San Pablo y San Antonio (Kongregation der Eremiten des Hl. Paulus und des Heiligen Antonius), ein Bettelorden, vertreten durch Canónigo D. Mateo Alzamora, Pfarrer aus Pollença, zu übertragen und so zogen neue Eremiten ein.
In der ersten Hälfte des 20. Jahrhunderts fanden am Puig de Sant Salvador de Felanitx die den Wallfahrtsort heute prägenden baulichen Veränderungen und historischen Ereignisse statt.
1922 wurde es auch als Internat der städtischen Schule von Felanitx genutzt.
1923–1927 wurde die Serpentinen-Höhenstraße erbaut und 1964 asphaltiert. Die Arbeiten zur Planung und Realisierung führte 1917–1923 Miguel Rigo y Puig aus Felanitx durch. 1956 wurde ihm deshalb eine Gedenktafel gewidmet.
Am 8. September 1934 wurde die Wallfahrtskirche durch den Bischof der Diözese Mallorca wieder dem Besitz der Pfarre Felanitx übertragen und durch Dr. José Miralles y Sbert, Bischof der Diözese Mallorca, das Privileg erteilt, die coronació de la Mare de Déu, die feierliche Krönung Mariens an der Marien-Statuette jährlich vornehmen zu dürfen.
Während des Spanischen Bürgerkrieges wurden drei Bomben auf das Santuari de Sant Salvador und auf das Cristo Rei Monument eine Bombe abgeworfen, die jedoch keinen Schaden anrichteten.
Bis 1992 wurde der Wallfahrtsort von der Kongregation der Eremiten des Hl. Paulus und des Heiligen Antonius betreut und verwaltet.
Seit 1992 steht die Herberge unter der Leitung von zwei mallorquinischen Familien, die hier ein Restaurant betreiben und die Zimmer vermieten. Das Gebäude, sowie der Grund und Boden, gehören der Diözese von Mallorca.

## Kirche

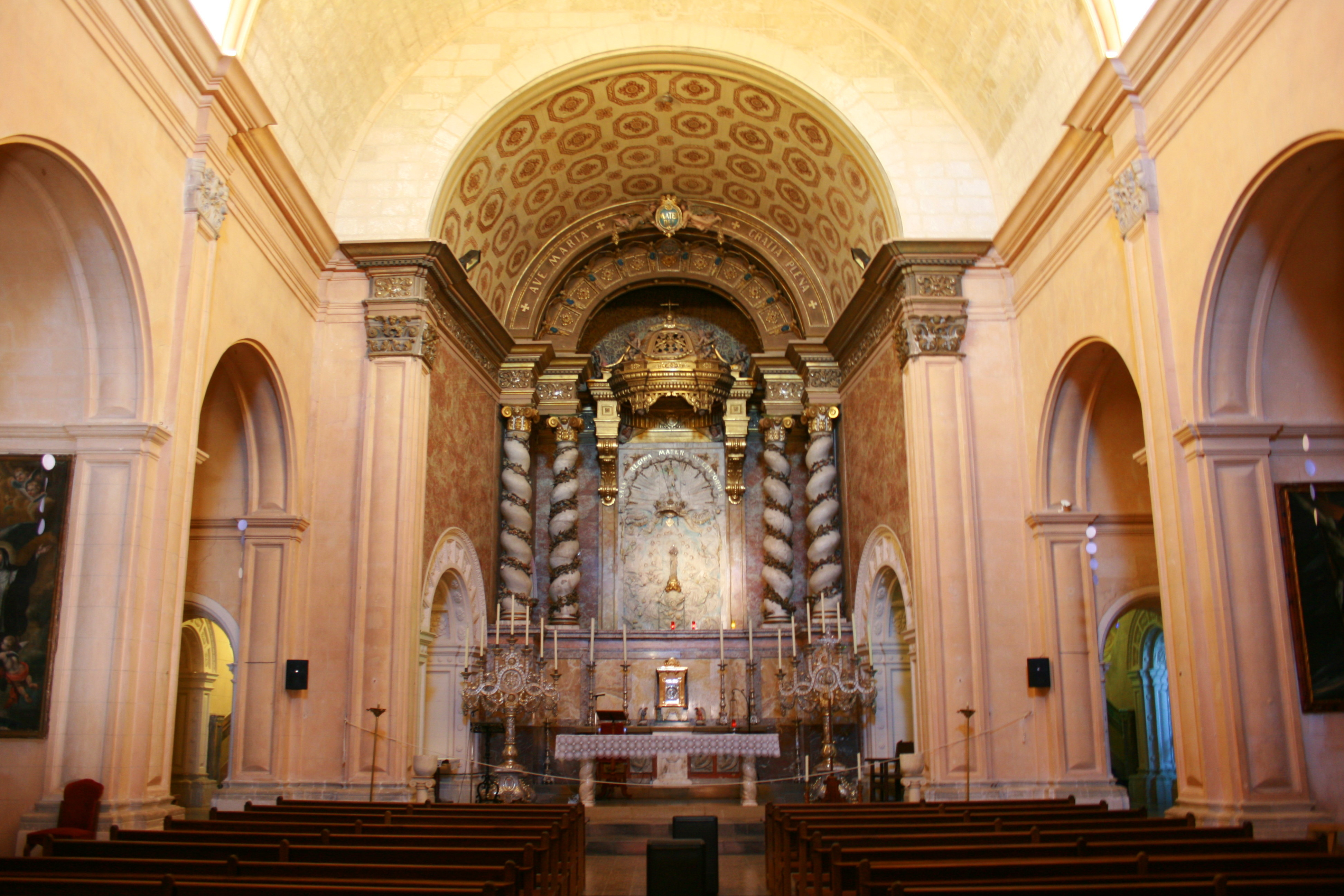
Kirchen innen

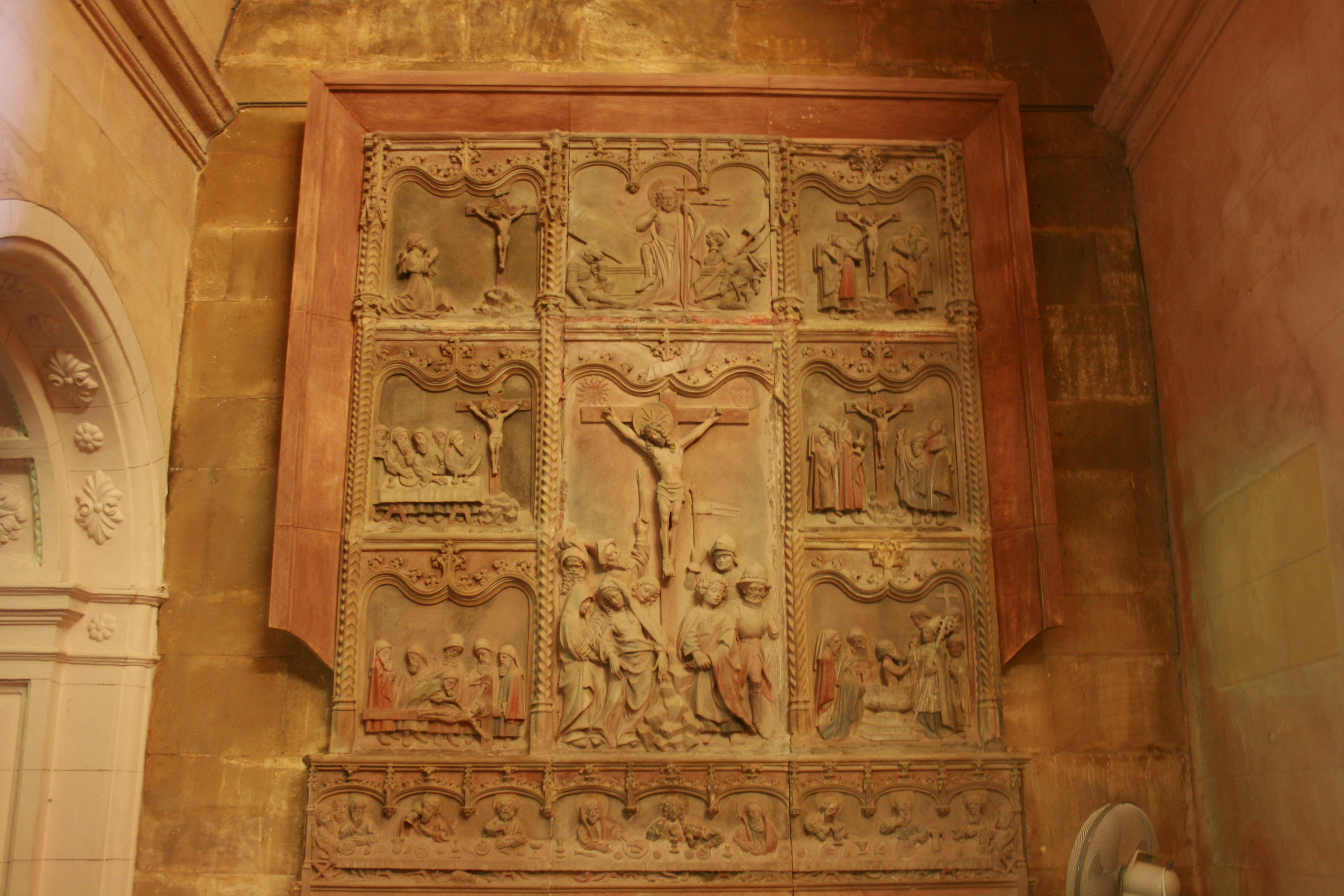

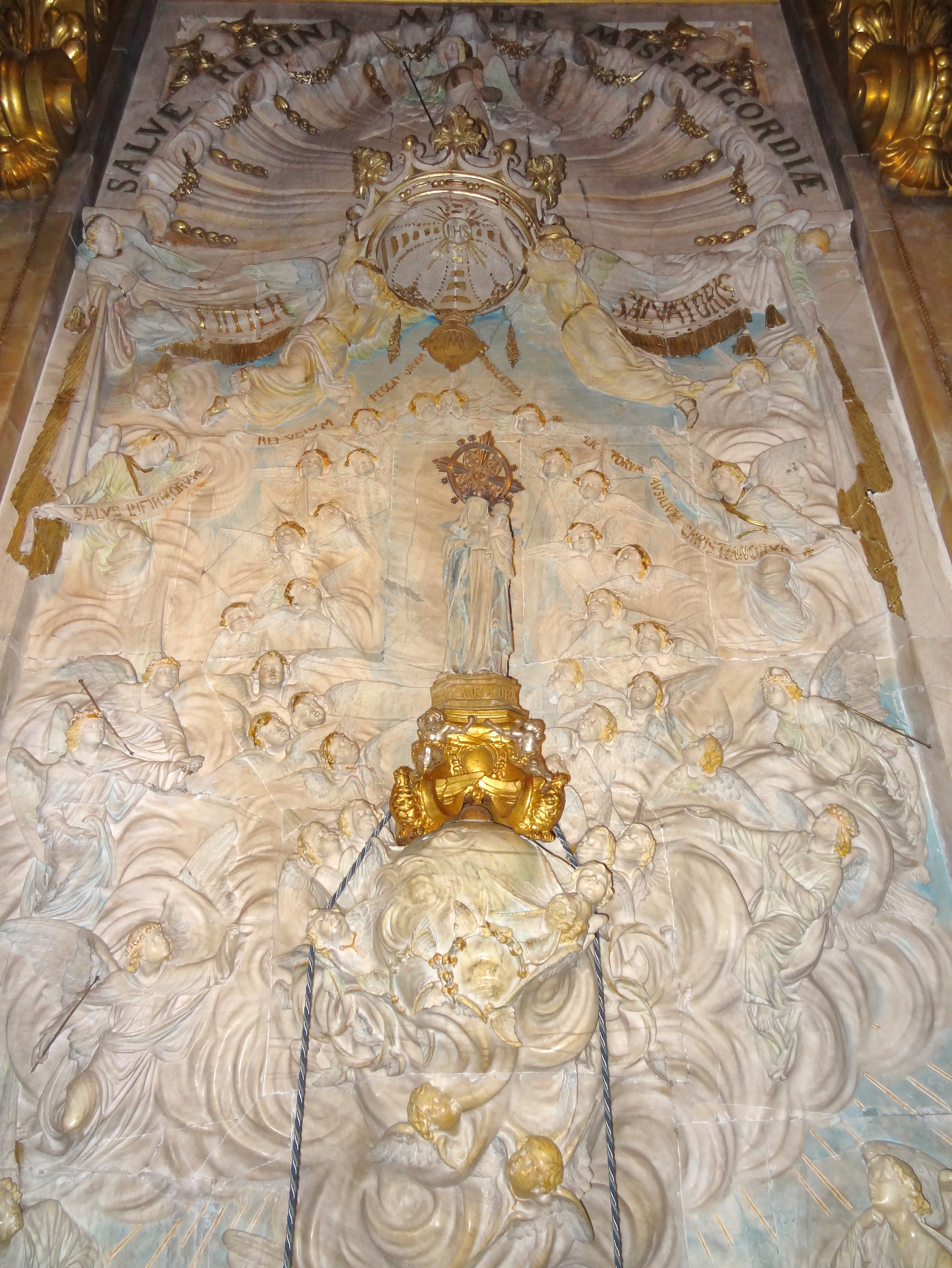
Statuette der Madonna, 15. Jhdt.
Altarbild aus Alabaster, 1942

Die erste Kirche war Christus gestiftet. Kunstgeschichtlich bedeutend ist deren kostbarer Altar, der sich seit 1716 in einer Seitenkapelle auf der rechten Seite befindet und dessen Ursprung nicht genau geklärt ist. Das Flachrelief aus Sandstein wurde ursprünglich für eine Kapelle in der Kirche San Miquel in Felanitx angefertigt und ist 2,70 m hoch und 2,40 m breit. Nach älteren Quellen soll es um 1553 von Guillem Sagrera (oder aus dieser Schule) geschaffen worden sein. Andere Quellen benannten als Urheber den mallorquinischen Bildhauer Huguet Barxa. 2018 konnte durch eine Untersuchung der anhaftenden polychromen Farbpigmente die Entstehung eindeutig in die Lebenszeit des Huguet Barxa zugeordnet werden, der es 1448–1453 in Stein geschnitten hat. Die Bemalung soll von dem Maler Juan Marsol stammen.
Das Relief zeigt die Passion, Kreuzigung und Auferstehung Jesu Christi. Darunter ist eine Predella mit dem letzten Abendmahl. Im Mittelpunkt steht ein Gekreuzigter Christus. Links und rechts zu sehen ist eine Folge aus sechs Bildern, die als archetypische Darstellung der Passio Imaginis Salvatoris (Passion des Bildes) gilt. Dazu der folgende Hintergrund: Im Jahr 765 hat ein Jude im damals syrischen Beirut (griechisch Βηρυτός, lateinisch Berytus) ein christliches Bildnis der Kreuzigung geschändet und soll daraufhin Blut aus dem Bildnis hervorgetreten sein. Durch dieses Blutwunder sollen die Kirchen im Osten und im Westen (wieder) mehr Zulauf durch Gläubige erfahren haben.
Von Generation zu Generation wurde im Schrifttum die Erzählung von der Passio imaginis (Salvatoris) und die darin enthaltenen Ressentiments weitergegeben. Im Hochmittelalter kam die christliche Ritualmordlegende gegen die Juden auf und es verfestigte sich die These vom Gottesmord.
Die Passion des Bildes ist eine Allusion, die die Zerstörung einer Ikone (Ikonoklasmus) mit der Hinrichtung von Jesus gleichgesetzt. In der Bildhauerei angedeutet und transportiert wurde die Diskreditierung durch die Darstellung von Personen in der typisch äußeren Erscheinung der Juden, zu lesen als dabei gewesene (Mit-)Täter, sowie Doppeldeutigkeit wie in dem Bild links unten. Es zeigt die Szene „Jesus wird ans Kreuz genagelt“. Gleichzeitig kann dieses Bild auch als rituelle Marter (Recrucification) des Christusbildnisses durch einen Juden, somit als Vorhaltung eines verwerflichen Frevels oder Sakrilegs verstanden werden.
Die kulthafte Verehrung der Passion des Bildes am 9./10. November war in Spanien weit verbreitet. Im 16. Jhdt. war die Verehrung der Passion des Bildes auch in Mallorca weit verbreitet. Kapellen und Bildnisse gab es in Palma in der Kathedrale, Santa Eulalia, San Jaime, San Miguel, sowie Santa Catalina und San Nicolás in Portopí, in Deià, Felanitx, Inçà, Manacor, Montuïri, Petra, Pollença, Porreres, Sóller etc. 1570 hat Papst Pius V., der derartige Bräuche als abträglich betrachtete, mehrere Änderungen des Missale Romanum, das lateinische Messbuch des römischen Ritus, angeordnet und veröffentlicht. Danach ging die Verehrung der Passion des Bildes auch in der Kapelle der Kirche San Miguel in Felanitx zurück. Zwischen 1576 und 1589, das belegen alte Quellen, wurde das Relief von Felanitx hinauf in die Basilika am Sant Salvador versetzt.
Die Verehrung der Mutter Gottes am Sant Salvador geht ins 15. Jahrhundert zurück. Der Legende nach soll ein Hirte einst im Gebüsch ein in der Sommernacht wunderbar glänzendes Bildnis der Mutter Gottes gefunden haben und soll von einem Engel beauftragt worden sein, die Statuette auf den Berg zu tragen. Ein Inventar von 1486 verzeichnet eine Kapelle mit zwei Marienbildnissen, ein Ex voto und eine Statuette. 1572 erfolgte die erste urkundliche Erwähnung als Nostra Senyora de Sant Salvador bzw. als la Mare de Déu de Sant Salvador. Im 16. Jahrhundert wurde die frühere Kirche vergrößert. Mit der Zeit wandelte sich der Wallfahrtsort zum Marienheiligtum. Dies ist durch zahlreiche Votivbilder und Devotionalien belegt.
Zwischen 1707 und 1715 wurde die heutige, große Kirche mit mehreren Seitenkapellen errichtet, da die frühere Kirche dem ansteigenden Pilgerstrom nicht mehr gewachsen war.
Am 24. August 1716 erfolgte offiziell die Weihe der großen Kirche zur Mare de Déu de Sant Salvador. Das Heiligtum am Puig de Sant Salvador setzt seither auf eine naive und poetische Begegnung mit dem Bildnis der Jungfrau.
Der Hochaltar in der Apsis zeigt eine gotische Statuette der Maria mit Kind, die aus dem 15. Jahrhundert stammt und nur etwa 50 cm hoch ist. Im 18. Jahrhundert wurden barocken Figuren und Verzierungen durch den Bildhauer Pere Coronero ergänzt. Ab 1903 stand die Statuette unter einen romanischen Bogen, der von vier Salomonischen Säulen flankiert war.
Zwischen 1934 und 1942 wurde die Apsis dann neu gestaltet. Das schöne Retabel aus Alabaster hat der mallorquinische Bildhauer Tomàs Vila Mayol 1942 im Auftrag der Stadt Felanitx angefertigt. Die Inschriften darauf beschreiben die Bedeutung Mariens und sind die Bezeichnungen der Gottesmutter und Anrufungen aus der Lauretanischen Litanei entnommen: Salve Regina (Sei gegrüßt! Königin), Mater Misericordiae (Mutter der Barmherzigkeit), Mater Salvatoris (Mutter des Erlösers), Salus Infirmorum (Heil der Kranken), Refugium Peccatorum (Zuflucht der Sünder), Consolatrix Lictorum (Trost der Betrübten), Auxilium Christinaorum (Hilfe der Christen). Ave Maria ora (pro nobis peccatoribus) (Gegrüßt seist du/Lebe wohl, Maria, bete für uns Sünder). Über seitlichen Treppen gelangen die Wallfahrer bis knapp unter die Marienstatuette, das religiöse Genius loci.
Das Patrozinium wird am 8. September, dem Tag von Mariä Geburt, gefeiert. Seit 1934 wird die coronació de la Mare de Déu, eine besondere Heilige Messe, gefeiert. Die Marien-Statuette wird in der Eucharistie jährlich rituell mit einer Tiara, einem filigranen Strahlenkranz, geschmückt. Juwelen, Gold und Silber dazu wurden von der Pfarrgemeinde gespendet. Alle 25 Jahre wird die Marien-Statuette in die Pfarrkirche San Miguel den Ort Felanitx hinunter gebracht und findet eine feierliche Prozession statt.
Die marmorne Altar im Presbyterium wurde 1963 geweiht.
Im Februar und im Oktober kann sich ein Lichtphänomen zeigen. Die am Morgen im Osten aufgehende und niedrig stehende Sonne leuchtet durch ein Rosettenfenster und taucht die Marienstatue in der Kirche für einige Minuten in einen mystischen Glanz.
Im Eingangsbereich befindet sich eine Krippe in einer nachgeahmten Höhle, in der drei Szenen rund um die der Geburt von Jesus in Bethlehem (Herbergssuche, Anbetung der Hirten, Heilige 3 Könige) dargestellt sind.
Über dem Portal im Hof befindet sich ein Bildnis der Madonna unbekannten Ursprungs. Vor der Kirche finden sich in einem kleinen Raum hunderte kleine Gaben, Andenken und Fotos, mit denen Menschen Gott dankten, dass sie von einer Krankheit etc. befreit wurden.
Im Außenbereich der Kirche und Herberge verherrlichen die Gedichte der mallorquinischen Dichter Mateu Obrador (1852–1909) und Mn. Llorenç Riber (1881–1958) den Gründungsmythos.

## Pilgerweg und Kapelle

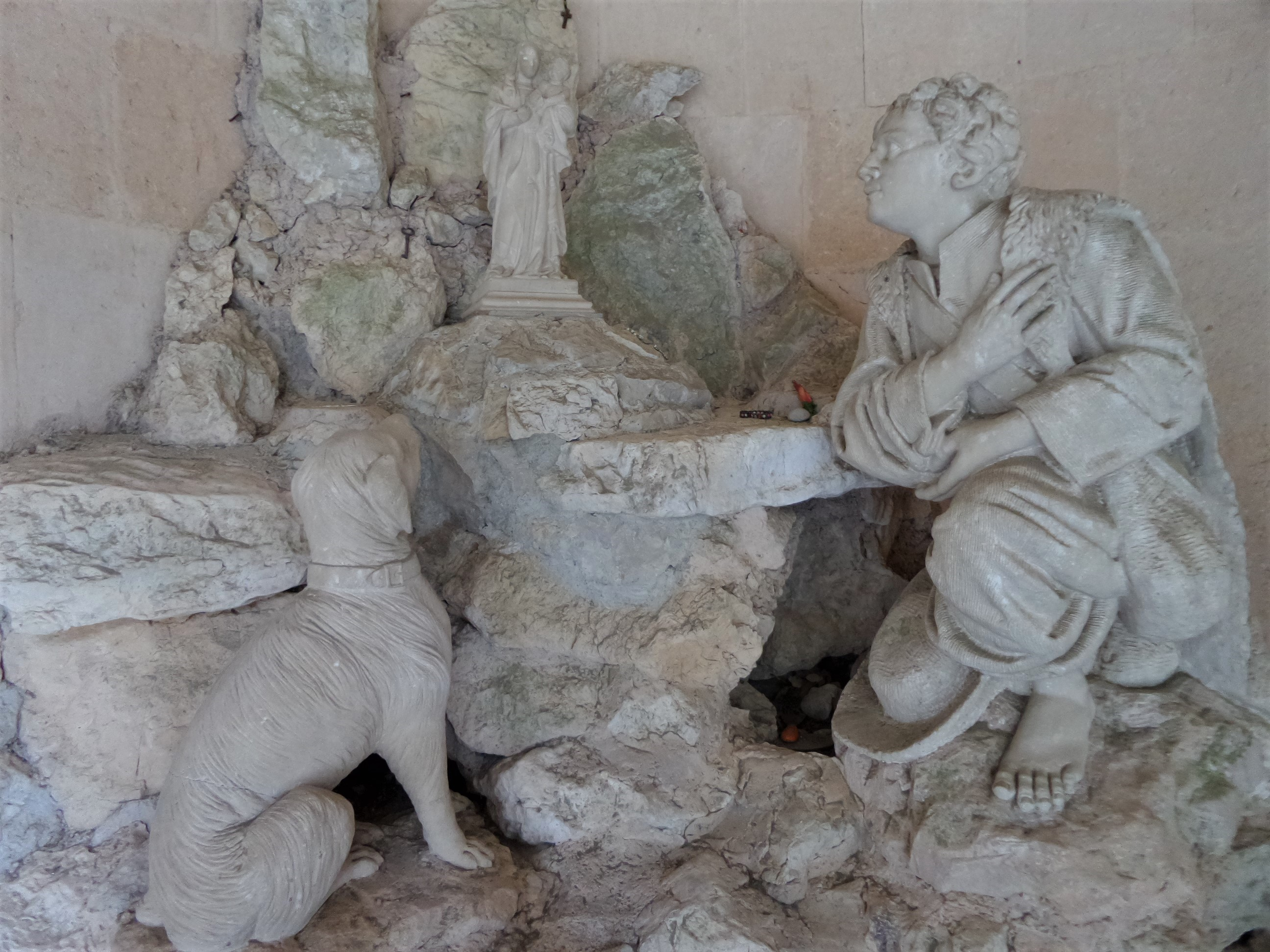
Kapelle Mare Déu del Bon Pastor

In Felanitx beherbergte in der Carrer de l'Hospici früher auch ein zur Wallfahrtskirche gehöriges Hospiz die zahlreichen Pilger, die zur Mare de Déu de Sant Salvador hinauf wollten. Der Pilgerweg führt von Felanitx über die cami vell de Sant Salvador zum großen Steinkreuz am Fuß des Berges auf 207 m Höhe (Parkplatz, etwa Straßenkilometer 1,5) und von dort durch den Pinienwald am Nordhang den Berg hinauf. Anfangs ist der Weg, kurz el Camino genannt, breit und teilweise gepflastert, oberhalb ist er steil und schmal.
Auf halber Höhe des Berges befindet sich die Kapelle Mare Déu del Bon Pastor (39ºN 27.346 / 03ºE 10.963 ), kurz la Capellata genannt, wo der Legende nach die Statuette der Mutter Gottes von einem Hirten aufgefunden wurde. Die neuromanische Kapelle wurde 1910 unter Msgr. Antoni Maria Alcover errichtet und war der Ersatz für eine ältere Kapelle aus dem 16. Jahrhundert, die mit Azulejos reich ausgeschmückt gewesen sein soll.
Gegenüber der Kapelle beginnt mit einer Stiege der alte Kreuzweg, von dem 13 Stationen mit Azulejo-Bildern aus dem 16. Jahrhundert erhalten sind. An alten Weg gelegen ist der pedra dels Perdons (Felsen der Vergebung). Der Legende nach soll sich dort zuvor das Haus eines Giganten befunden haben.

## Herberge

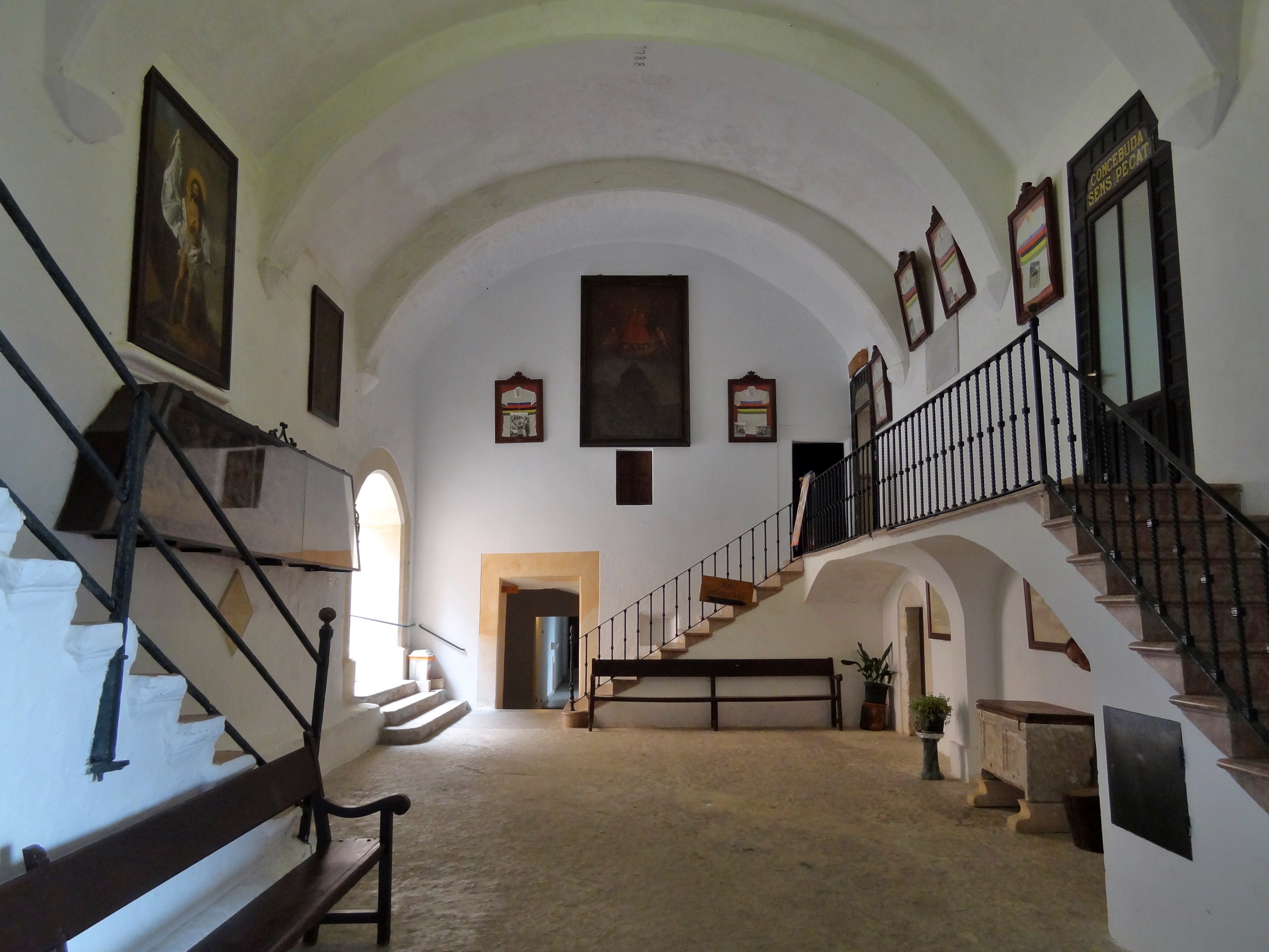
Eingangsbereich

Im Eingangsbereich des ehemaligen Klosters und der dortigen Gaststätte ist ein Relief des Letzten Abendmahls ausgestellt, das eine Nachbildung des Originals über der Puerta del Mirador der Kathedrale La Seu in Palma darstellt. Ausgestellt sind dort auch sechs Weltmeister-Trikots, welche Guillermo Timoner zwischen 1955 und 1965 im Steherrennen der Bahnradfahrer errang, der aus Felanitx stammte und am Sant Salvador regelmäßig trainierte.
Die zwölf zu vermietenden Zimmer in der Herberge wurden 2002 renoviert.

## Cristo Rei Monument

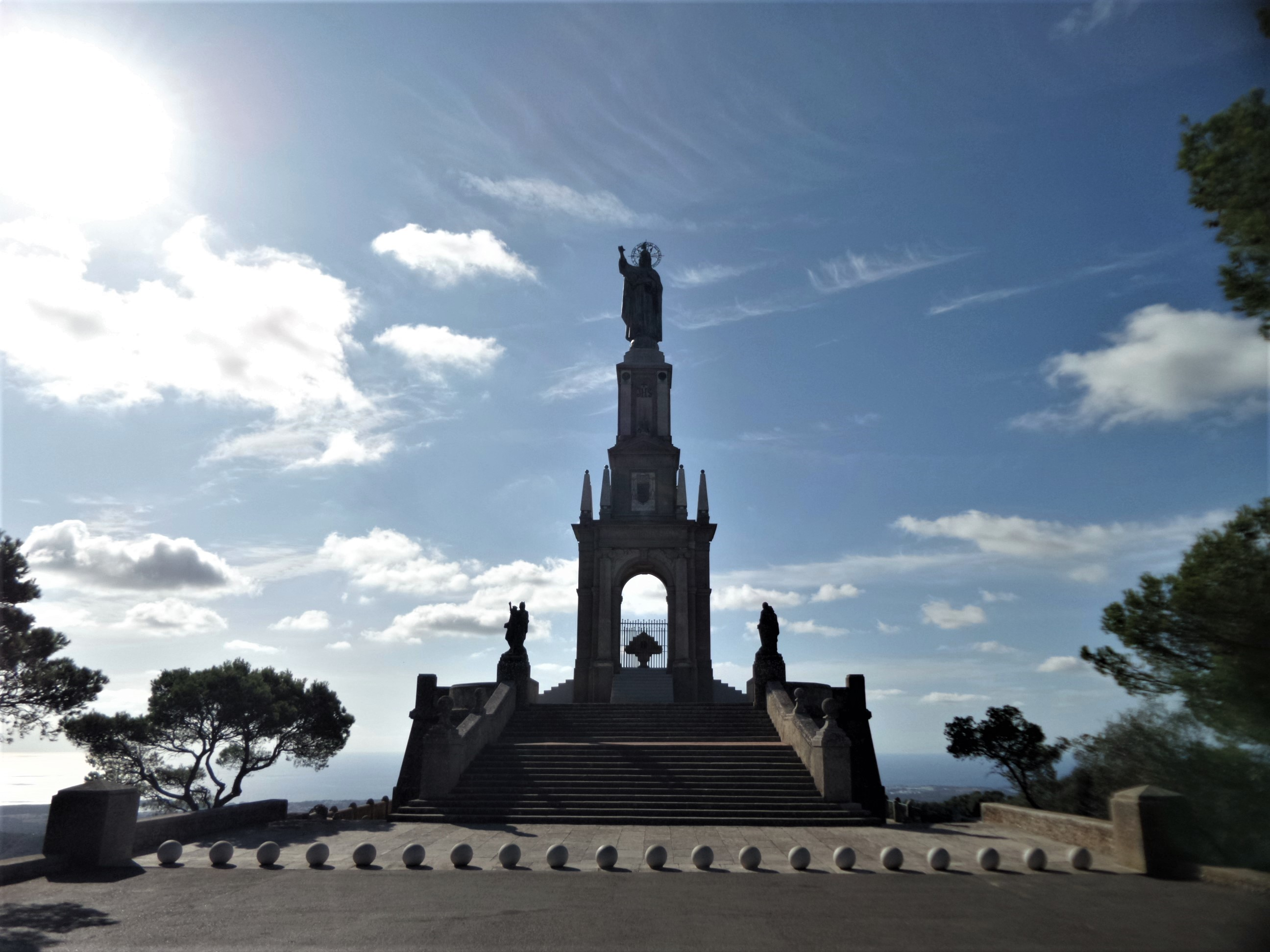
Christo Rei Monument

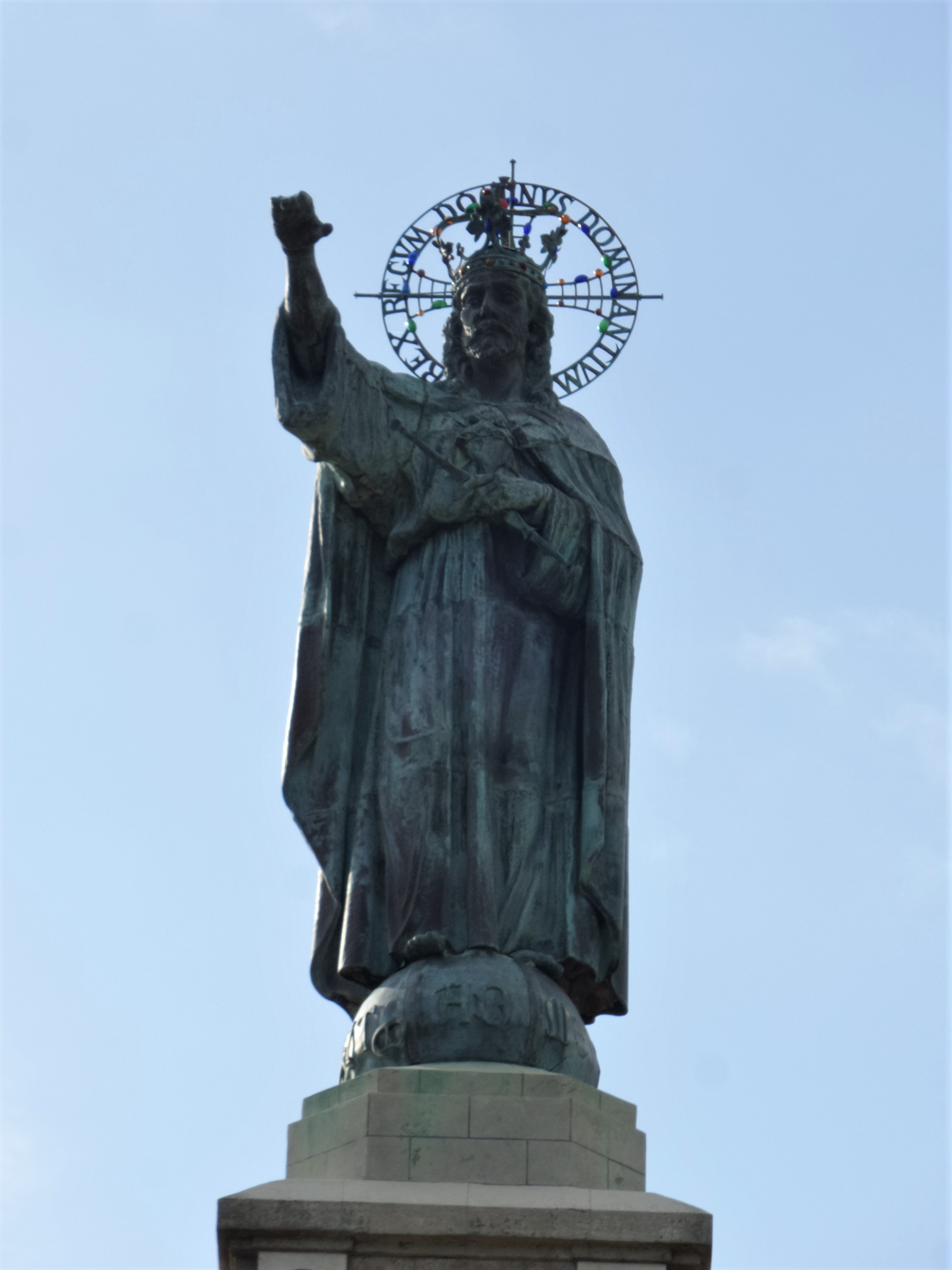
Christus-König-Statue

Auf dem südlich gelegenen Teil des Gipfelplateaus befindet sich ein Monument des Christus Pantokrator (Cristo Rei, Cristo Rey), zu erkennen an der Christus-König-Statue, dem Monogramm „IHS“ und der Inschrift „Iesus Christus Rex“.
Die Grundsteinlegung fand 1928 statt. Das Projekt geriet mit der Finanzierung ins Stocken und so dauerte die Errichtung bis 1934.
Das Monument hat eine Höhe von 37 m. Der quadratische Sockel aus Beton hat an der Basis eine Seitenlänge von 8 × 8 und eine Höhe von 30 Metern. Er trägt eine 7 m hohe Plastik aus geschwärzter Bronze.
Die Statue zeigt Christus, aufrecht stehend und die rechte Hand gnädig schützend ausstreckend, sein Haupt mit einer Krone geschmückt und von einem Heiligenschein umgeben, der die lateinischen Inschrift „Rex Regum (et) Dominus Dominantium“ (König der Könige und Herr der Herrschenden) enthält. Die Statue soll nach mehreren Quellen in Spanisch von dem mallorquinischen Bildhauer Francesc Salvà Pizà (1892- ), nach anderen Quellen von dem mallorquinischen Bildhauer Tomàs Vila Mayol (1893–1963) geschaffen worden sein. Die Urheberschaft von Tomàs Vila Mayol dürfte wahrscheinlicher sein, der 1927 mit der Arbeit an der Bronzestatue begonnen haben soll.
Auf der Brust der Statue zu sehen ist das Herz Jesu, auch Heiligstes Herz Jesu, das „Sagrado Corazón de Jesús“, weshalb dieses Monument auch „Monumento al Sagrado Corazón“ genannt wurde.
Die Inschrift am Sockel gegen Osten lautet:
„Regem cui omnia vivunt, venite adoremus“
„Den König, unter dem alles lebt, kommt, lasset uns anbeten“
Die Inschrift am Sockel gegen Westen lautet:
„Jesum Christum, Regem Regum, venite adoremus“
„Jesus Christus, den König der Könige, kommt, lasset uns anbeten“
Beide Inschriften sind eine Einladung zum Stundengebet aus dem Totenoffizium (Officium Pro Defunctorum).
Darunter steht ein Altar mit der Inschrift Tu Rex Gloriae, Christe (Du bist König der Herrlichkeit, Christus) oder (Dich, Gott, loben wir) aus dem Te Deum.
Die Einweihung des „Monumento de Cristo Rey“ fand am 1. Juli 1934 durch Dr. José Miralles y Sbert, Bischof der Diözese Mallorca, statt. Dies bekundet sein Wappen, das etwa auf halber Höhe des Monuments angebracht ist.
Unter dem Sockel des Monumentes befindet sich eine Kapelle zur Andacht und Meditation (nicht öffentlich zugänglich). Die Kapelle enthält die sterblichen Überreste des Canónigo D. Mateo Alzamora, der das Monument auf seine Kosten errichten ließ, sowie von fünf Eremiten aus dem Santuari de Sant Salvador.
Auf Grund des starken ästhetischen Kontrastes des religiösen Monuments mit seiner reaktionären und brachialen Erscheinung im spanischen Herrera-Stil (Spätrenaissance, Reconquista und Gegenreformation) zu dem schlichten Baustil des Klosters war das Monument in der Bevölkerung umstritten, heute hingegen ist es sehr beliebt.

## Puig de Milá – Steinkreuz

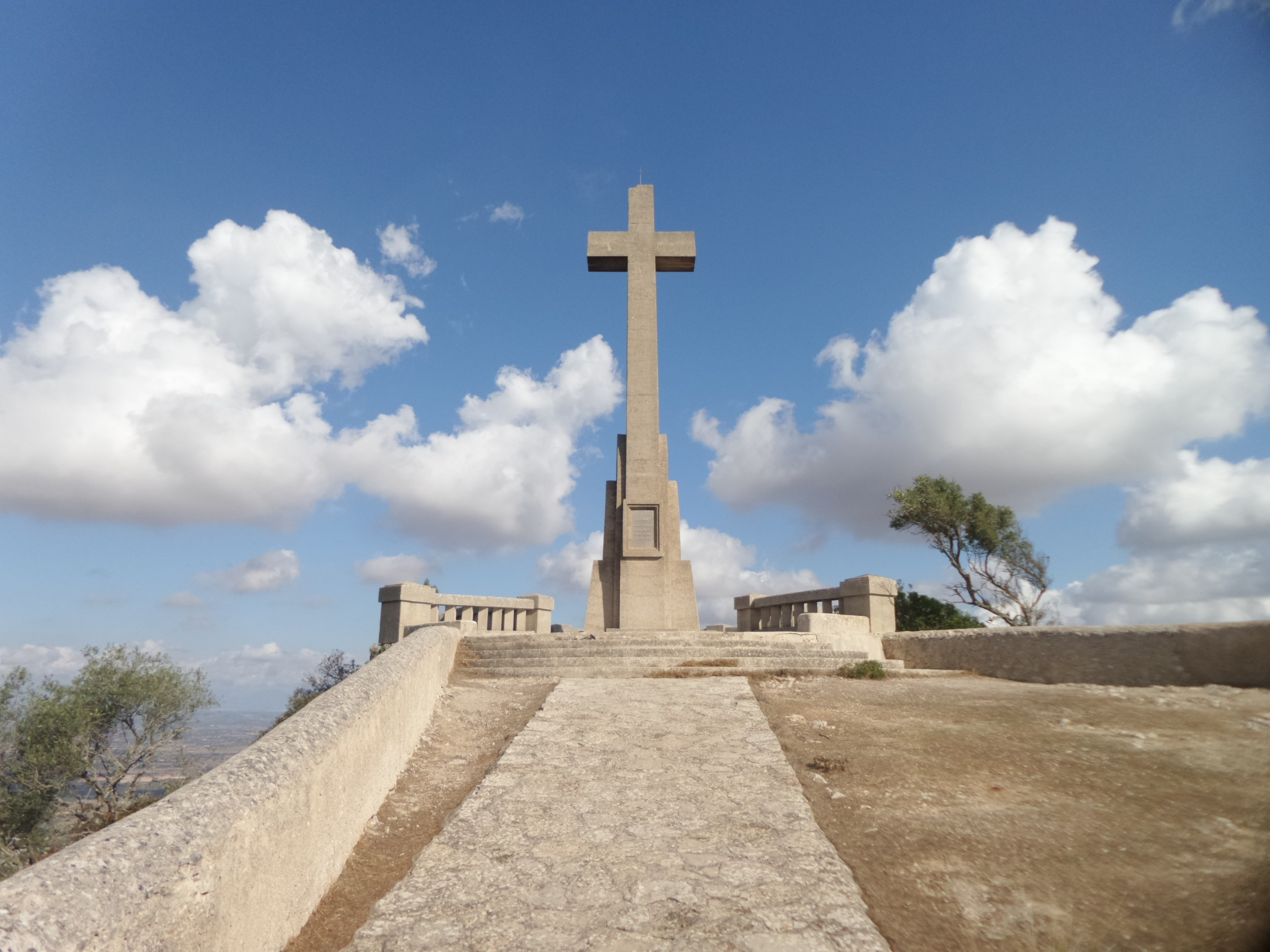
Creu des Picot

Auf dem Puig des Milá (478 Hm), der etwa 250 Meter vor dem Gipfelplateau nördlich des Puig de Sant Salvador gelegen und etwas niedriger ist, steht das Creu de Picot oder genauer Creu d'Es Picot. Ein kurzer schmaler Fußweg führt dort hinauf. Es Picot ist ein Vulgoname und bedeutet „Specht“. Die spanische Inschrift lautet: cermans aouests bracós sempre oberts per a tothom (Den Brüdern die Arme offen bereithalten stets für alles, 25. August 1957). Das Steinkreuz hat eine Höhe von 14 Metern und wurde im Jahr 1957 errichtet. Es ersetzte zwei frühere, die durch Witterung und Stürme zerstört worden waren. Das erste Kreuz aus Holz wurde gegen Ende des 19. Jahrhunderts errichtet. Das zweite Kreuz aus Metall hatte eine Höhe von 11 Metern bestand zwischen 1927 und 1951.

## Anfahrt

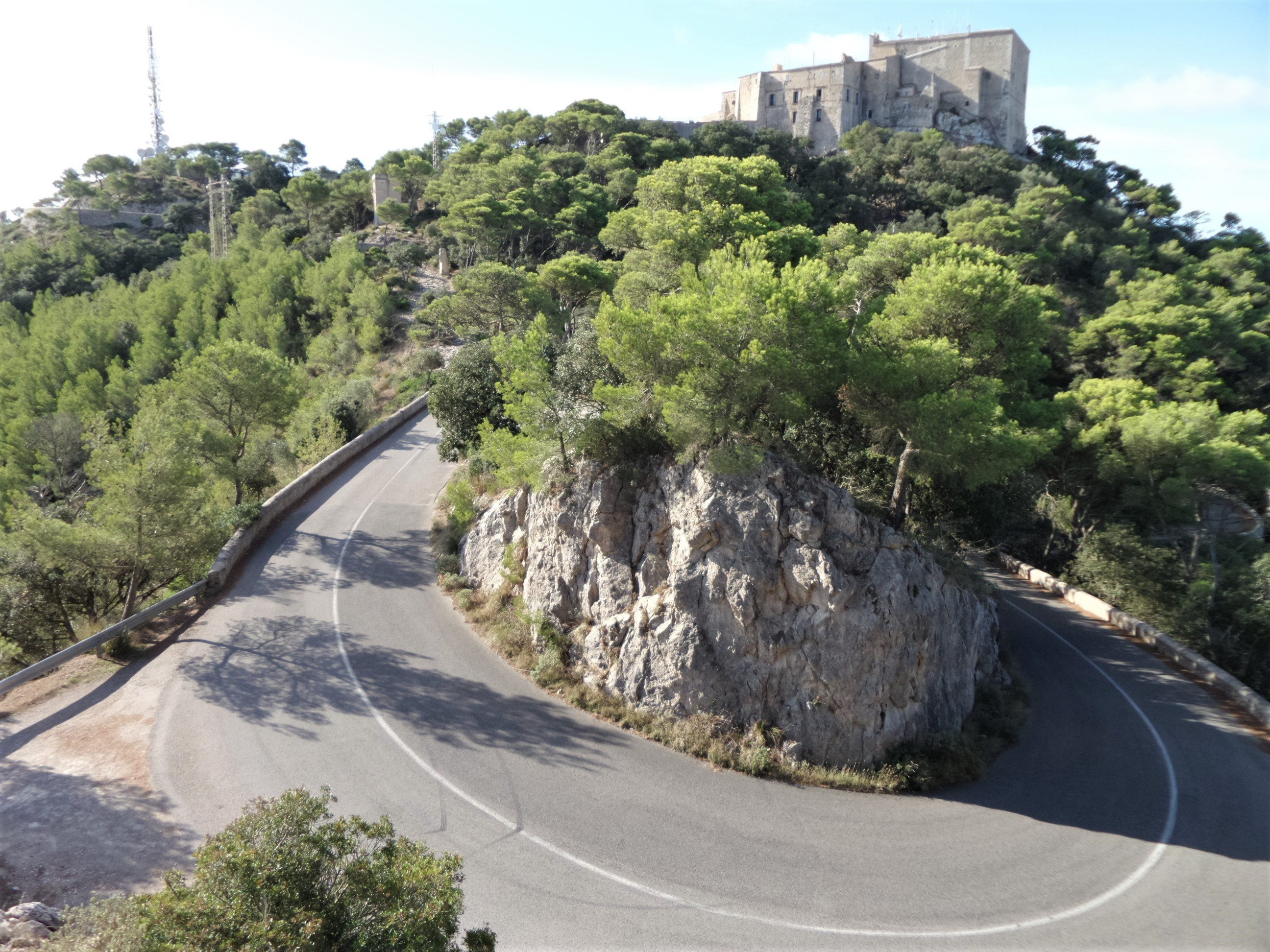
MA-4011 und Santuari de Sant Salvador

Die Anfahrt zum Gipfelplateau auf dem Puig de Sant Salvador erfolgt über die MA-4011, eine 5,5 km lange Serpentinenstraße, die von der Straße MA-4010 von Felanitx nach Portocolom auf 135 m Höhe abzweigt und über etwa 375 m stetig ansteigt. Die Serpentinenstraße, kurz la Carretera genannt, hat mehrere schöne Aussichtspunkte. Begehrt sind die Parkplätze an dem großen Steinkreuz auf dem Puig de Milá aus dem Jahr 1957 und dem Christo-Rei-Monument aus dem Jahre 1934. Die Straße mit Steigungen von 5 % bis 15 % endet am Gipfelplateau auf 509 m Höhe. Für die Instandsetzung der Straße wurden 1979 Spenden gesammelt.
Auch mit dem Red Bus (rote Bus) der privaten Busgesellschaft (TIB) gelangt man täglich nach Felanitx. Von dort fährt fünf Mal täglich ein Bus zum Gipfelplateau oder man unternimmt eine Wanderung hinauf.

## Wanderung
Der markierte Weg folgt dem alten Pilgerweg. Der Fußsteig quert und berührt die Straße zigfach. Die Wanderung kann alternativ als Runde auch über den Steig zum Puig de Milá gegangen werden. Für Autofahrer beginnt und endet die Wanderung zumeist am Fuß des Berges beim großen Steinkreuz, dem cruza al camino vieja, auf 207 m Höhe (Parkplatz, etwa Straßenkilometer 1,5).

## Aussichtspunkt
Der Puig de Sant Salvador und der etwas niedrigere Puig des Milá sind Aussichtspunkte (Mirador,-es), die eine weite Panoramaaussicht über fast die gesamte Insel von Mallorca ermöglichen. Von Nordwesten bis Nordosten erblickt man die Serra de Tramuntana, im Norden Felanitx und Pollença, im Nordosten Alcúdia. Im Osten sieht man Calas de Mallorca. Im Süden zu sehen sind Portocolom und Cala d’Or. Im Südwesten reicht der Blick bis zur Insel Cabrera.

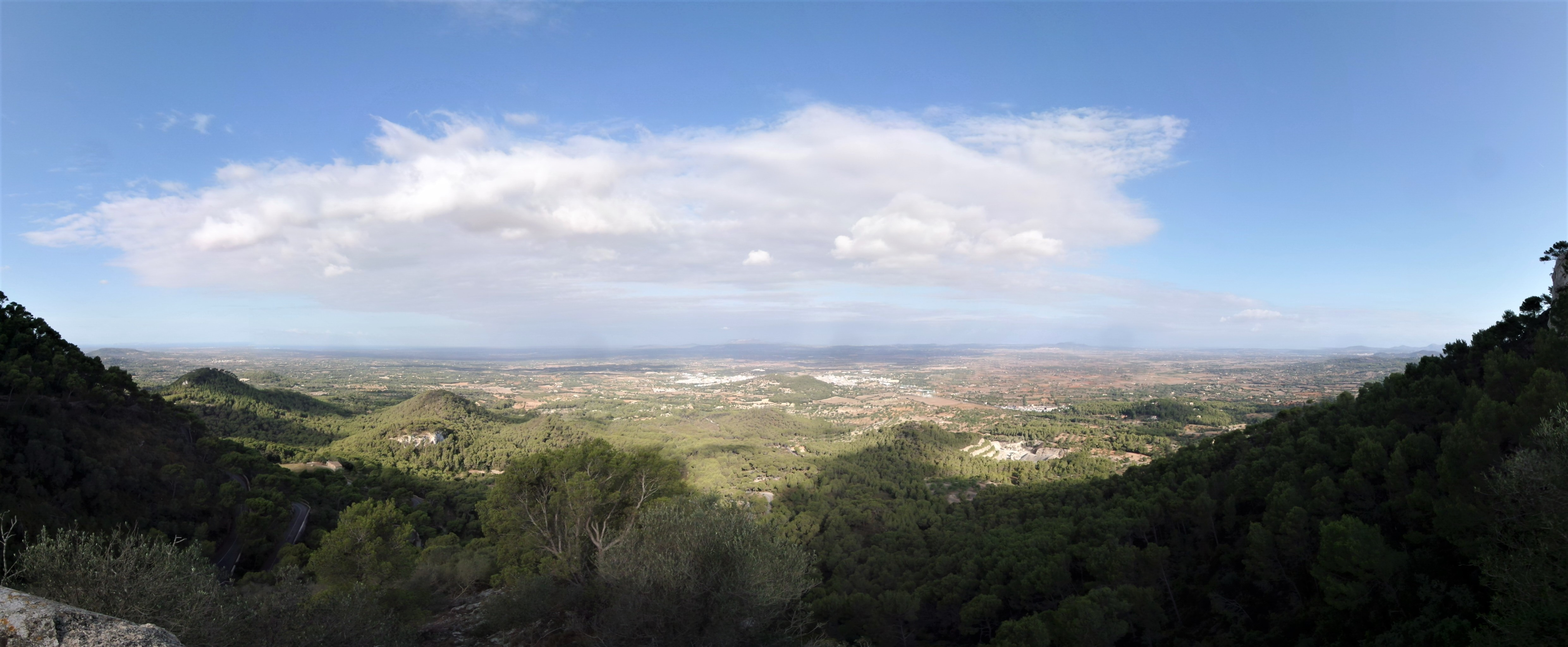
Aussicht nach Norden (Felanitx)
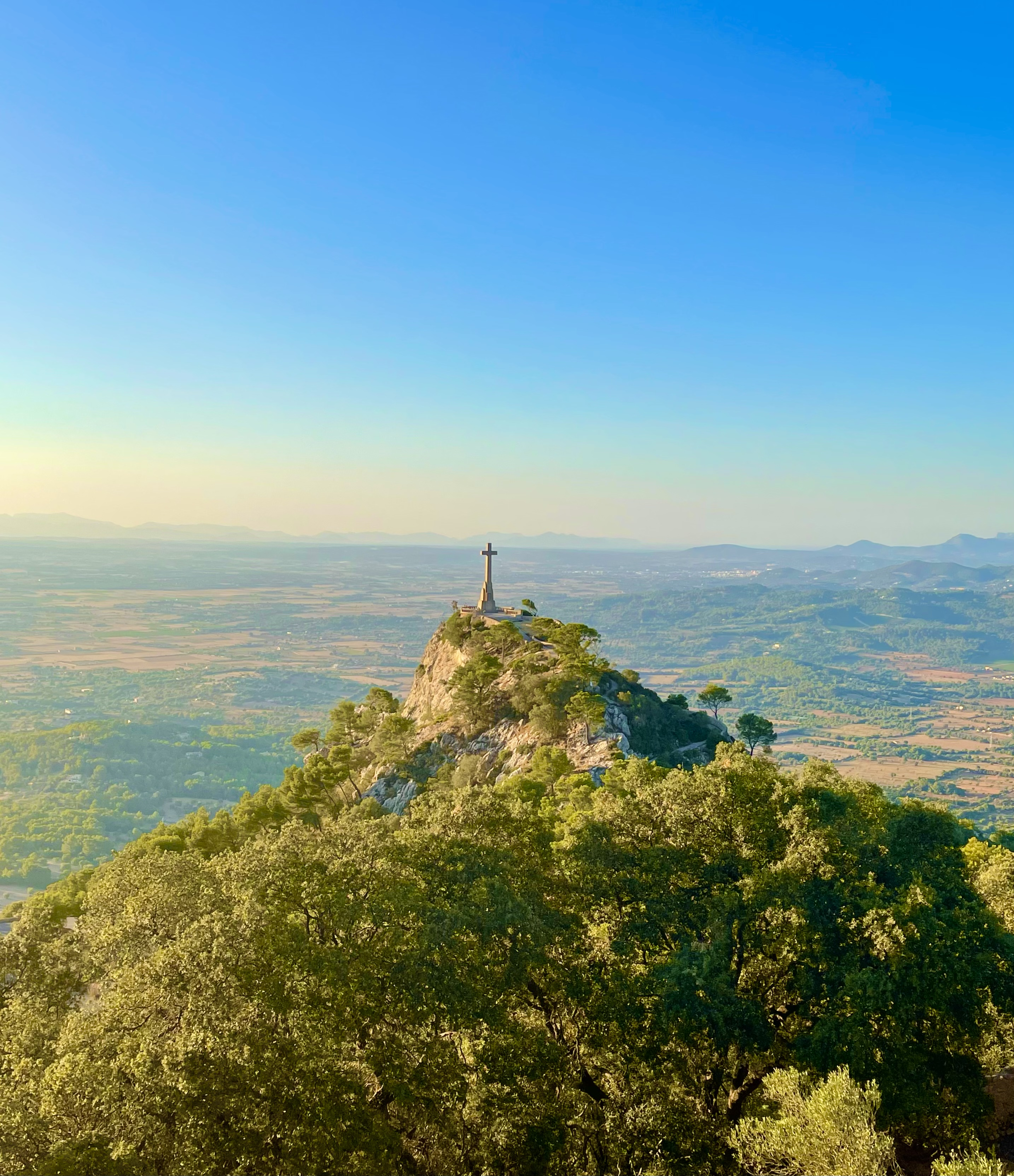
Blick zum Creu des Picot
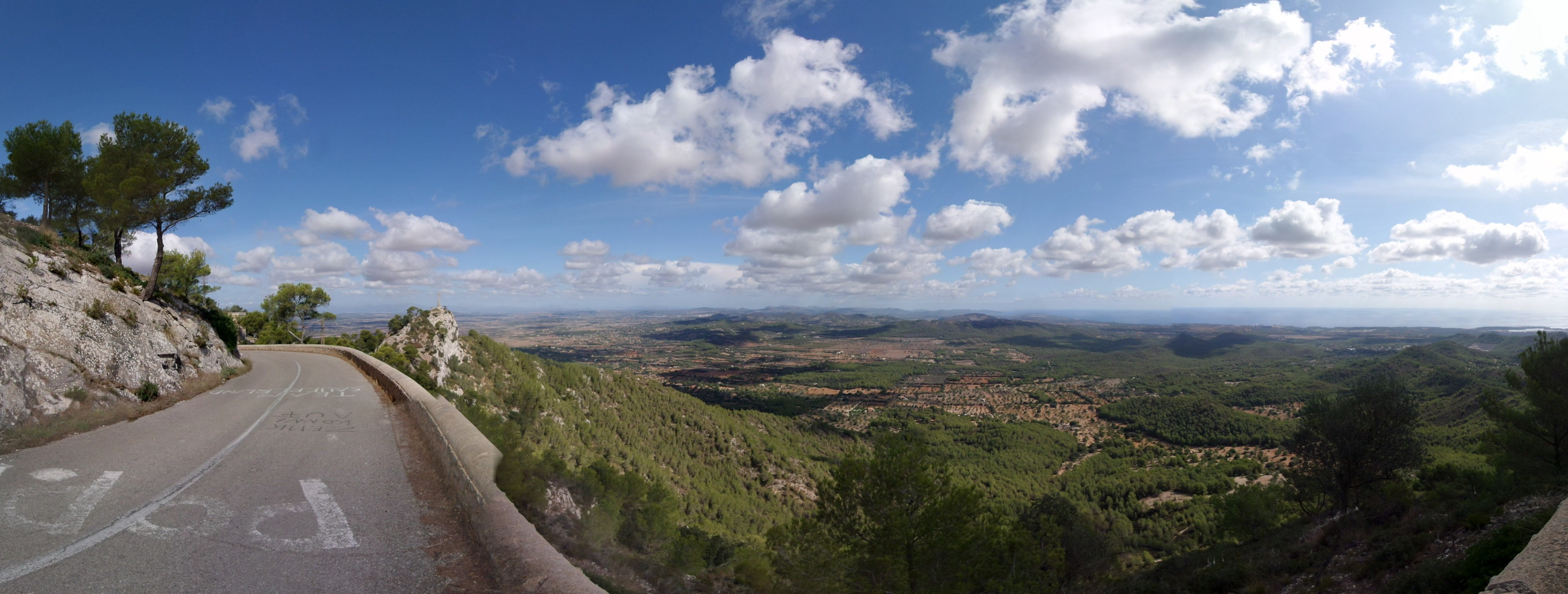
Aussicht nach Osten
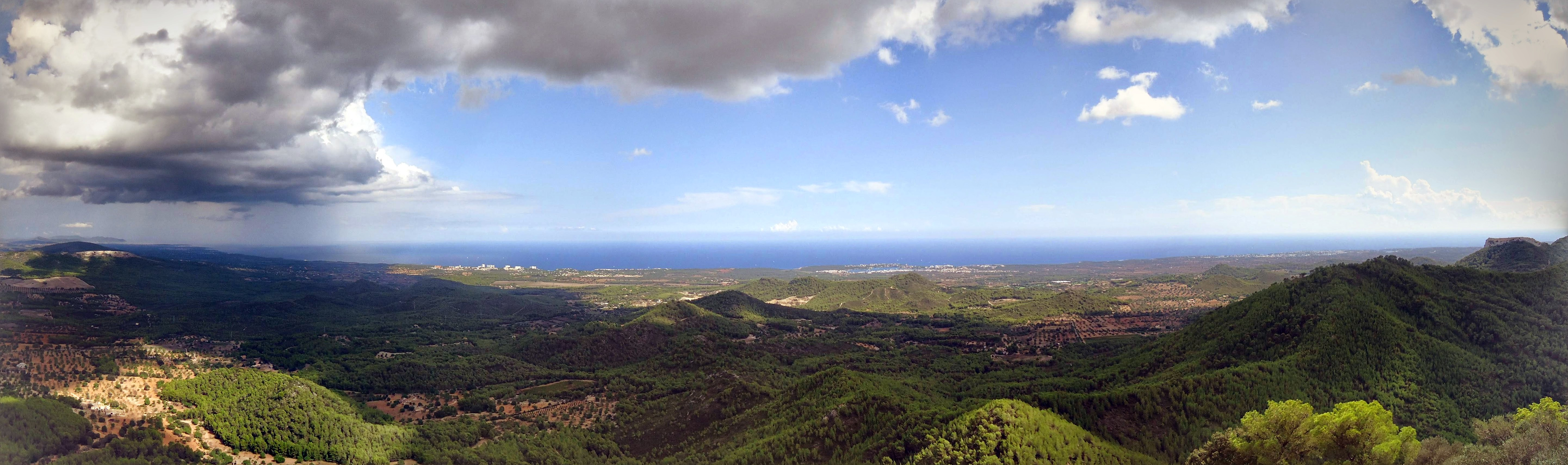
Aussicht nach Süden (Portocolom und Cala d'Or)

## Bergrennen
Das erste Bergrennen fand 1981 statt. Seit 2005 wird die Pujada Sant Salvador, ein Rallye-Bergrennen über 4,2 Kilometer, ausgetragen.

## Triathlon
Der Anstieg auf den Puig de Sant Salvador ist ein Teil des Triatlón 111 y 55 über die 111-km-Distanz (1 km Schwimmen, 100 km Radfahren, 10 km Laufen), der seit 2013 stattfindet.